# Mangualde
Mangualde este un oraș în Districtul Viseu, Portugalia. Are o suprafață de 219,26 km². Populația este de 19.880 locuitori, determinată în 2011.